# EXACTO
Pour la société, voir Exacto.
 (mai 2016).
EXACTO, l'acronyme d'EXtreme ACcuracy Tasked Ordnance, c'est-à-dire munition de précision extrême, est un  fusil de précision développé pour la DARPA (Defense Advanced Research Projects Agency) par Lockheed Martin et Teledyne Scientific & Imaging en novembre 2008.

## Description
Le nouveau fusil .50 BMG et la lunette améliorée pourraient utiliser des technologies de type "tire et oublie". Si les obstacles technologiques sont résolus, il pourrait être disponible en 2015.
En 2010, la DARPA contracte la société californienne Teledyne Technologies pour développer cette technologie. EXACTO permet entre autres d'augmenter le périmètre de tir des snipers ou leur précision dans des conditions de visibilité difficiles.
Le programme EXACTO de la DARPA pourrait être concurrencé par les Laboratoires Sandia pour la création de munition de précision guidées. EXACTO utilise des principes différents de ceux mis en œuvre par le projet des Laboratoires Sandia. Il repose sur un guidage à distance optique, ce qui pourrait être plus fiable que la méthode de guidage de Sandia, qui nécessite de marquer la cible au laser pour que le projectile la suive, ce qui peut être détecté et déjoué. Les munitions EXACTO sont faites sur le modèle existant .50 BMG, ce qui ne nécessite pas de s'équiper de nouveaux fusils, au contraire des munitions développées par Sandia. Alors qu'EXACTO est un programme exclusivement militaires, Sandia cherche à commercialiser ses munitions guidées
La DARPA a réalisé des tests de tirs d'EXACTO au début de 2014 et publié une vidéo de démonstration en juillet 2014. Les technologies utilisées n'ont pas été révélées, mais les balles EXACTO utilisent un système de guidage optique en temps réel sans ailette ni aucun autre mécanisme de guidage visible sur les illustrations de la balle. Les images de la presse montrent un tir volontairement orienté à l'écart de la cible de sorte que la balle corrige sa trajectoire. La technologie EXACTO est censée accroître de manière notable les portées des systèmes de tir de précisions actuels, de jour comme de nuit,. Le système permettant à la munition de modifier sa trajectoire dans l'air est une information classée secrète. Lors de la seconde phase du programme durant l'été 2014, un certain nombre d'amélioration ont été faites. La phase suivante était dédiée aux derniers affinages.
Le programme EXACTO s'est livré à une série de tests supplémentaires en février 2015. Durant ces tests, un tireur expérimenté a utilisé les balles guidées pour suivre et toucher des cibles à plusieurs reprises. La vidéo montre les balles manœuvrant en l'air pour atteindre les cibles. Ensuite, un tireur inexpérimenté a utilisé les munitions guidées et a été malgré tout capable de toucher des cibles en mouvement.

## Culture populaire
- Dans Tom Clancy's Ghost Recon: Future Soldier, des munitions EXACTO sont présentes en tant que bonus pour l'amélioration du chargeur.